# Porto Velho EC
Der Porto Velho Esporte Clube, in der Regel nur kurz Porto Velho genannt, ist ein Fußballverein aus Porto Velho im brasilianischen Bundesstaat Rondônia.
Aktuell spielt der Verein in der vierten brasilianischen Liga, der Série D.

## Geschichte
Ursprünglich wurde die Mannschaft am 28. September 2014 unter dem Namen 14 Bis als Amateurmannschaft gegründet. Am 23. April 2018 wurde die Mannschaft in Porto Velho EC umbenannt und später dem Fußballverband Rondônia angegliedert.
Ihr erstes professionelles Turnier war die Staatsmeisterschaft von Rondônia 2019, bei der man das Halbfinale erreichte. Hier scheiterte man am späteren Sieger Vilhenense EC. Im folgende Jahr gewann die Mannschaft die Staatsmeisterschaft und qualifizierte sich für die Série D, Copa Verde und die Copa do Brasil.
2025 konnte der Klub sich in den ersten zwei Runden des Copa do Brasil 2025 gegen Klubs durchsetzen, wovon der Cuiabá EC im Ranking des CBF besser platziert war, Platz 87 versus 20. Die Prämien hieraus in Höhe von 1,83 Millionen Real wollte Porto Velho benutzen um seinen Spielern und Trainern eine Prämie zu zahlen (732.000 Real). Die restliche Summe sollte in den Bau ein Trainingszentrum fließen.

## Erfolge
Männer:
- Staatsmeisterschaft von Rondônia (5×): 2020, 2021, 2023, 2024, 2025

Frauen:
- Staatsmeisterschaft von Rondônia: 2018, 2023

## Stadion
Der Verein trägt seine Heimspiele im Estádio Municipal Aluízio Pinheiro Ferreira, auch unter dem Namen Estádio Aluízio Ferreira bekannt, in Porto Velho aus. Das Stadion hat ein Fassungsvermögen von 7000 Personen.